# Nik P.

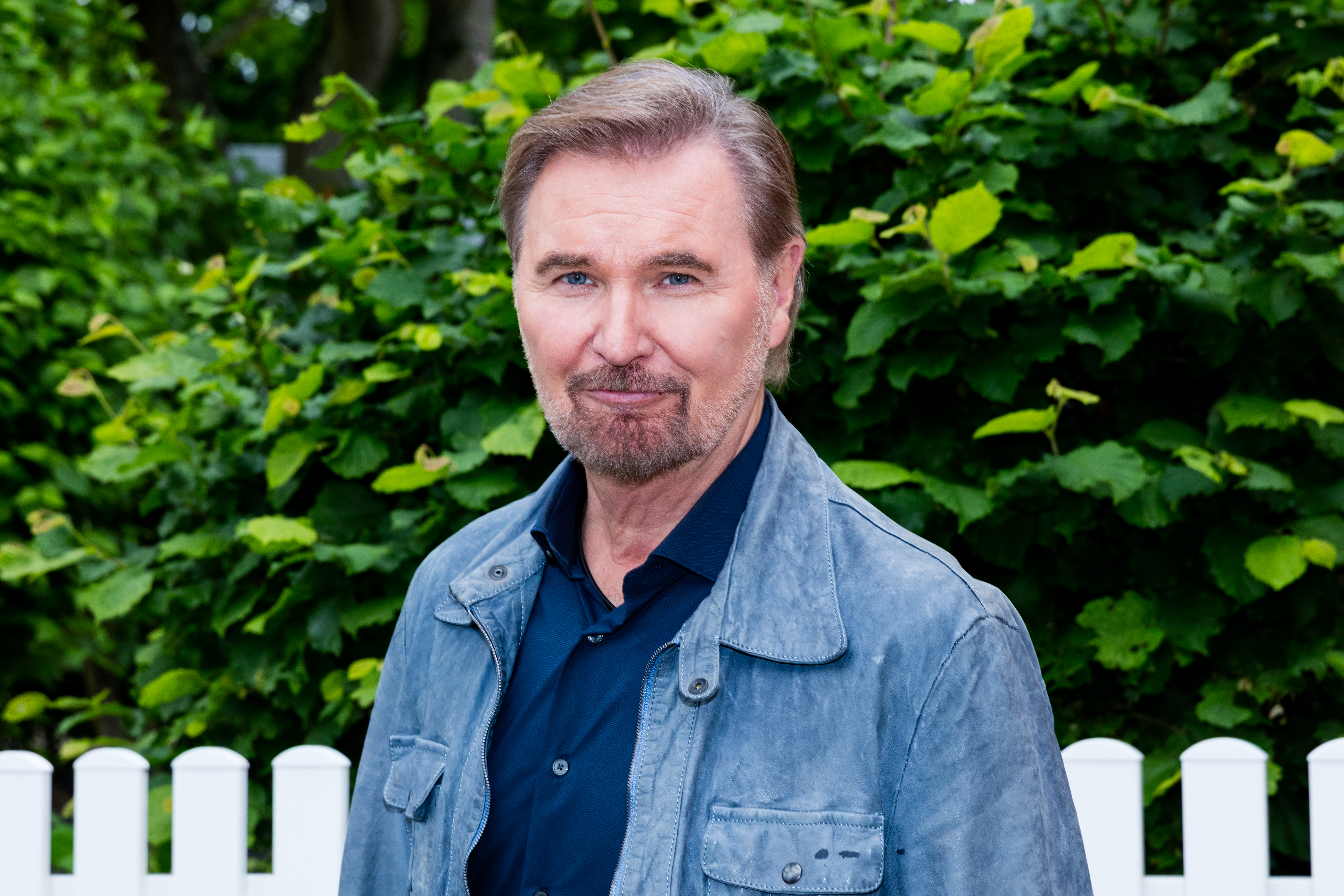
Nik P. (2025)

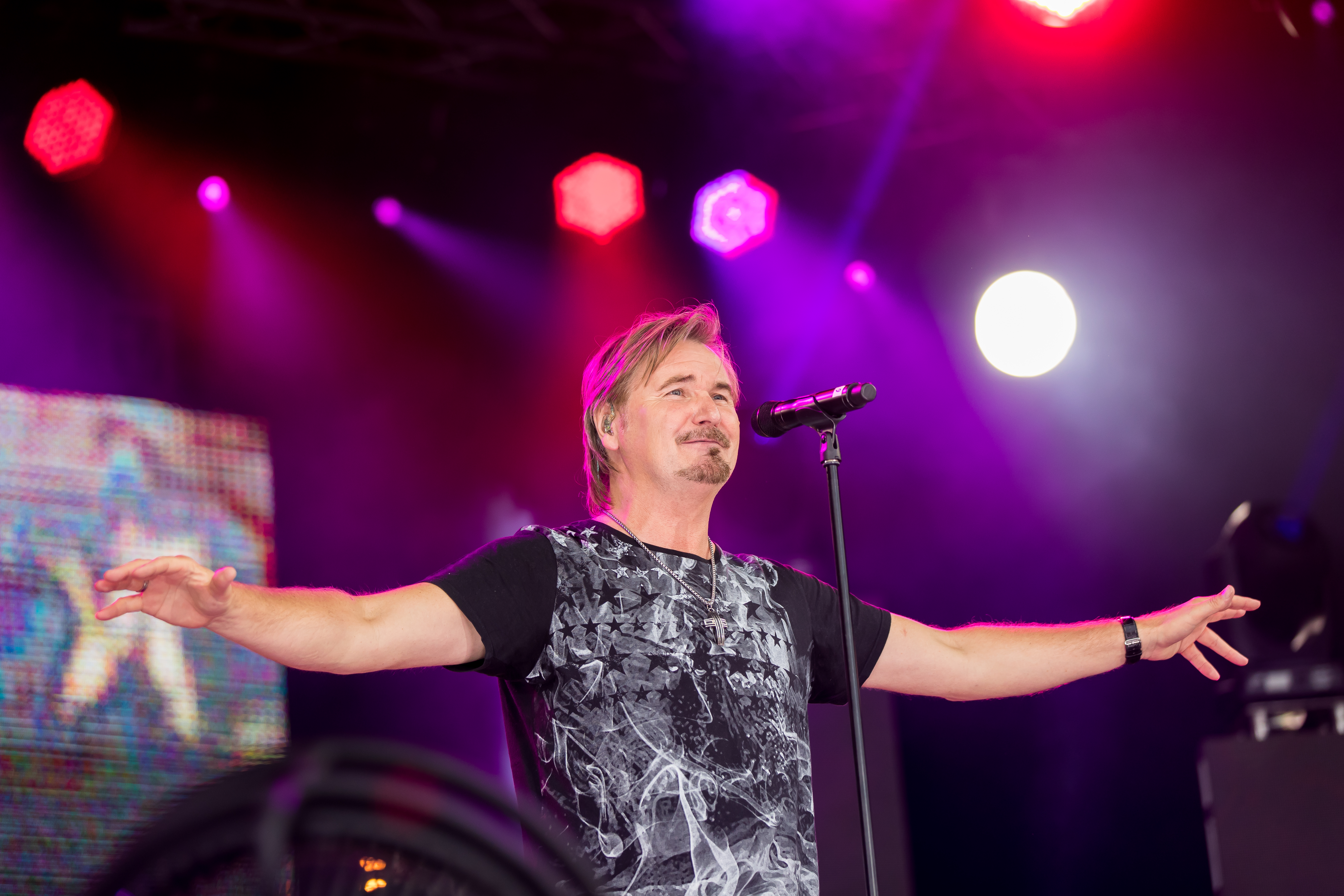
Nik P. bei der SWR4 Schlagernacht in Speyer 2016

Nik P. (* 6. April 1962 in Friesach, Kärnten; bürgerlich Nikolaus Presnik) ist ein österreichischer Schlagersänger und -komponist. Er komponierte den Schlager Ein Stern (… der deinen Namen trägt). Acht Jahre nachdem er den Titel für den Grand Prix des Schlagers geschrieben hatte, konnte sich der Titel Anfang 2007 in verschiedenen Versionen, darunter von DJ Ötzi und Nic, in den Hitparaden platzieren. Die Fassung, die er zusammen mit DJ Ötzi einspielte, wurde zu einer erfolgreichen Single in Deutschland.

## Werdegang
Presnik wurde 1962 als drittes von fünf Kindern einer Kärntnerin und eines russischen Kosaken geboren. Nach dem frühen Tod seiner Mutter Maria Presnik wuchs er bei Familie Wilplinger in Straßburg auf der Krassnitz in Kärnten auf. Er schloss die Hauptschule ab und absolvierte im Anschluss eine Ausbildung zum Kellner. Die Einberufung zum Bundesheer unterbrach zunächst seinen beruflichen Werdegang. Nach dem Ausstieg aus dem Heer arbeitete Nikolaus Presnik als Zimmermann. Später war er als CNC-Techniker bei IBS – Paper Performance Group, einer Zulieferfirma für die Zellstoffindustrie mit Sitz in Teufenbach, beschäftigt.
Bereits als Jugendlicher brachte er sich das Gitarrespielen als Autodidakt bei. Im Alter von 19 Jahren gründete er zusammen mit seinem Cousin Gottfried Notsch eine Band, mit der er im lokalen Kreis auftrat. Als sein Chef, Klaus Bartelmuss, Presniks Talent erkannte, richtete er in einem ehemaligen Stallgebäude im steirischen Teufenbach ein Tonstudio mit dem Namen Stall Records ein. Unter dem Titel Gebrochenes Herz entstand zusammen mit Presniks Begleitband Reflex 1997 sein Debütalbum. Gleich mit der ersten Single Dream Lover erreichte er Platz 1 der heimischen Schlagerparade. 1998 produzierte er das Album Mit dir, auf dem der spätere Erfolgstitel Ein Stern, der deinen Namen trägt zu hören ist. In den ersten drei Jahren seiner Karriere folgten fünf weitere Platzierungen an der Spitze. Der ORF zeichnete Presnik 2001 als meistgespielten Interpreten mit dem Goldenen Stern aus. 2005 trennte sich Presnik von Reflex und einigen seiner langjährigen Begleitermusiker. 2006 bekam er Platin für sein Album Lebenslust und Leidenschaft.
2007 veröffentlichte Nikolaus Presnik zusammen mit DJ Ötzi seinen 1998 geschriebenen Song Ein Stern, der deinen Namen trägt, der elf Wochen auf Platz 1 der Deutschen Musikcharts sowie 13 Wochen auf Platz 1 der Ö3 Austria Top 40 verbrachte. Für über 450.000 verkaufte Exemplare wurde der Song in Deutschland mit 3-fach-Gold ausgezeichnet. In Österreich wurde der Song über 60.000 Mal verkauft, wodurch er von der International Federation of the Phonographic Industry mit 2-fach-Platin ausgezeichnet wurde. 2008 erhielt Presnik für Ein Stern, der deinen Namen trägt den deutschen Musikpreis ECHO in der Kategorie „Erfolgreichster Titel international“.
2017 wurde er bei den Amadeus Awards zusammen mit DJ Ötzi in der Kategorie Schlager ausgezeichnet.
Privat ist Nik P. drei Mal geschieden, hat vier Kinder und lebt in Salzburg.

## Die Band von Nik P.
2005 gründete Nik P. seine neue Band, wobei Yosev Düregger und Andi Wilding bereits bei Reflex an seiner Seite spielten. Die Band besteht hauptsächlich aus Absolventen der Musikuniversität Graz.
- Andi Wilding: Gitarre
- Josef (Yosev) Düregger: Piano / musikalische Leitung
- Willi Ganster: Gitarre (bis September 2024)
- Harald Vorraber: Schlagzeug
- Markus Kulmer: Bass (bis 2020: Christian Seiner)
- Mario Stambolija-Strauss: Keyboards (bis Juli 2023)

## Diskografie
Studioalben

| Jahr | Titel                         | Höchstplatzierung, Gesamtwochen, AuszeichnungChartplatzierungen (Jahr, Titel, Platzierungen, Wochen, Auszeichnungen, Anmerkungen) | Höchstplatzierung, Gesamtwochen, AuszeichnungChartplatzierungen (Jahr, Titel, Platzierungen, Wochen, Auszeichnungen, Anmerkungen) | Höchstplatzierung, Gesamtwochen, AuszeichnungChartplatzierungen (Jahr, Titel, Platzierungen, Wochen, Auszeichnungen, Anmerkungen) | Anmerkungen                                                |
| Jahr | Titel                         | DE | AT | CH | Anmerkungen                                                |
| ---- | ----------------------------- | --- | --- | --- | ---------------------------------------------------------- |
| 1997 | Gebrochenes Herz              | — | — | — | Erstveröffentlichung: 8. April 1997                        |
| 1998 | Mit dir                       | — | — | — | Erstveröffentlichung: 24. April 1998                       |
| 1999 | Du bist die Sonne             | — | AT27 (8 Wo.)AT | — | Erstveröffentlichung: 22. Juni 1999 mit Reflex             |
| 2000 | Du und ich                    | — | AT47 (2 Wo.)AT | — | Erstveröffentlichung: 16. Juni 2000 mit Reflex             |
| 2001 | Wie der Wind                  | — | AT30 (6 Wo.)AT | — | Erstveröffentlichung: 14. September 2001 mit Reflex        |
| 2003 | Superstar                     | — | AT17 (6 Wo.)AT | — | Erstveröffentlichung: 1. September 2003                    |
| 2005 | Briefe an den Mond            | — | AT8 (9 Wo.)AT | — | Erstveröffentlichung: 28. März 2005                        |
| 2006 | Lebenslust & Leidenschaft     | DE89 (1 Wo.)DE | AT4 Platin · (40 Wo.)AT | — | Erstveröffentlichung: 8. September 2006 Verkäufe: + 20.000 |
| 2008 | Freudentränen                 | — | AT4 Gold · (15 Wo.)AT | CH86 (2 Wo.)CH | Erstveröffentlichung: 16. Mai 2008 Verkäufe: + 10.000      |
| 2009 | Weißt du noch …               | DE81 (2 Wo.)DE | AT3 Platin · (25 Wo.)AT | CH75 (3 Wo.)CH | Erstveröffentlichung: 3. Juli 2009 Verkäufe: + 20.000      |
| 2011 | Der Junge mit der Luftgitarre | DE25 (4 Wo.)DE | AT1 Gold · (26 Wo.)AT | CH29 (11 Wo.)CH | Erstveröffentlichung: 6. Mai 2011 Verkäufe: + 10.000       |
| 2012 | Bis ans Meer                  | DE41 (2 Wo.)DE | AT1 Gold · (17 Wo.)AT | CH77 (1 Wo.)CH | Erstveröffentlichung: 16. November 2012 Verkäufe: + 10.000 |
| 2014 | Löwenherz                     | DE33 (4 Wo.)DE | AT3 Platin · (44 Wo.)AT | CH26 (7 Wo.)CH | Erstveröffentlichung: 6. Juni 2014 Verkäufe: + 15.000      |
| 2017 | Ohne wenn und aber            | DE19 (2 Wo.)DE | AT1 Gold · (20 Wo.)AT | CH15 (5 Wo.)CH | Erstveröffentlichung: 15. September 2017 Verkäufe: + 7.500 |
| 2021 | Seelenrausch                  | DE10 (9 Wo.)DE | AT1 (13 Wo.)AT | CH4 (7 Wo.)CH | Erstveröffentlichung: 2. Juli 2021                         |
| 2024 | Was wirklich zählt            | DE25 (1 Wo.)DE | AT4 (7 Wo.)AT | CH7 (1 Wo.)CH | Erstveröffentlichung: 3. Mai 2024                          |